# Eristalis lineata
Eristalis lineata је инсект из реда двокрилаца - Diptera , који припада породици осоликих мува -  Syrphidae. Српски назив ове врсте је пругаста лебделица.

## Опис
Eristalis lineata је средње велика врста осолике муве, величине од 11 - 14,5 мм. Од осталих врста најлакше се разликује по комбинацији карактера: лице није извучено, код мужјака жута база фемура, код женки фемур жут до половине, тергит 2 са жутим ознакама. Слична је врсти Eristalis jugorum.

## Распрострањење и станиште
Насељава већи део Европе. У Србији бележена углавном на планинама и то преко 1000 м надрморске висине. Преферира влажне ливаде, листопадне шуме, четинарске шуме умереног појаса. Док на северу насељава бореалне шуме, тајге, тундре, обале река, потока и бара. Ларва је акватична као и свих врста из рода Eristalis.

## Биологија
Одрасле јединке се јављају у неколико генерација од априла до октобра. Хране се на цветовима бројних биљних фамилија: Ranunculaceae, Rosaceae, Compositae и друге. У вештачким условима ове врсте, ларве које су се излегле из јаја после 2 до 3 дана развиле су се за 12 до 13 дана. Стадијум лутке трајао је 9-11 дана.

## Синоними
- Eristalis basifemorata Brunetti, 1923
- Eristalis flavicinctus Fabricius, 1805
- Musca cinctus Harris, 1776
- Musca leneatus Harris, 1780
- Musca lunula Villers, 1789
- Syrphus flavocinctus Fallen, 1810